# 반란 주식회사
반란 주식회사(영어: Rebel Inc.)는 2018년 iOS용 Ndemic Creations에서 개발 및 출시한 전략 비디오 게임이다. 나중에 이 게임은 안드로이드와 윈도우로 이식되었다. 개인용 컴퓨터용 게임 버전은 "Rebel Inc: Escalation"이라는 이름으로 출시되었다. 게임의 목표는 반군이 정부를 장악하지 않게 하면서 지역을 안정시키는 것이다.

## 게임 플레이
이 게임은 특정 지역의 질서를 유지하고 지역 안정을 위한 민간 및 군사 측면 사이의 균형을 맞추는 것이다. 플레이어의 개인 민병대를 강화하는 데 도움이 되는 군벌이나 플레이어의 수입을 우선시하는 경제학자와 같은 다른 능력을 가진 여러 통치자가 있다. 이 게임은 VS 및 협동 모드와 같은 멀티플레이어 모드와 캠페인 모드를 제공한다. 2020년에 출시된 게임의 캠페인 모드는 전술을 이용해서 반군과 싸운다. 이 게임에는 시나리오 모드가 있으며, 커스텀 시나리오를 제작할 수 있다. 게임의 각 지역은 다른 지리적 조건을 가지고 있다. 자신의 평판을 높이고 지역을 안정시키기 위해서는 민간 분야 정책에 투자해야 하지만, 많은 정책에 투자할수록 부패와 물가가 증가한다. 게임의 지역은 아프가니스탄의 지리학에서 영감을 받았다. 이 게임은 또한 플레이어가 기반 시설을 개발하고 산업의 일자리를 창출할 것을 요구한다. 그 요소에는 교육, 의료, 위생에 투자, 군대 배치 및 도로 건설이 포함된다. 정부 관리 및 부패 방지 조치를 할 수 있는 정부 분야 탭이 있다.

## 개발
이 게임은 2018년 12월 8일 iOS 기기로 출시되었다. 2019년 2월 11일 안드로이드용 게임 버전이 출시되었다. 2019년 10월 15일 "Rebel Inc: Escalation"이라는 이름으로 Windows PC 버전이 출시되었다. 게임 업데이트에서 버전 1.8은 아편 거래를 막는 "아편길"이라는 또 다른 지역을 추가했다. 게임 시뮬레이션 중 일부는 아프가니스탄의 정치적 상황에서 영감을 받았다. 2020년 Ndemic Creations는 안드로이드 및 iOS 기기에 캠페인 모드를 도입하기 위해 베타 테스터 프로그램을 시작했다.

## 평가
게임리액터의 마이크 홈즈는 9/10에 "깊이, 참여감, 뛰어난 속도감, 다양한 게임 플레이, 매우 흥미로운 주제, 그리고 뛰어난 가성비를 인정하지만, 승리 전략은 너무 쉽게 기댈 수 있다"고 평했다. 포켓 택틱스의 딕 페이지는 "처음에는 둔하지만 궁극적으로는 가장 위대한 모바일 성공의 영적 속편"이라는 것을 알게 되면서 별 다섯 개 중 다섯 개를 주고 9/10 등급을 매겼다. 148.apps의 리뷰에서 Campbell Bird는 게임이 "재미있지만 플레이어가 게임에서 효과가 있는 전략을 찾는다면 기본적으로 게임의 모든 부분에 적용할 수 있다"고 설명했다.

### 매출
전염병 주식회사와 함께 2020년 앱 스토어에서 가장 많이 다운로드된 게임 중 하나였다. 또한 홍콩에서 iOS 기기에서 가장 많이 다운로드된 유료 게임 중 하나였다.